# Кастеландия
Кастеландия (порт. Castelândia) — муниципалитет в Бразилии, входит в штат Гояс. Составная часть мезорегиона Юг штата Гояс. Входит в экономико-статистический микрорегион Судуэсти-ди-Гояс. Население составляет 3626 человек на 2016 год. Занимает площадь 297,977 км². Плотность населения — 12,23 чел./км².

## История
Город основан 16 января 1991 года.

## Статистика
- Валовой внутренний продукт на 2014 год составляет 72 296,00 реалов (данные: Бразильский институт географии и статистики)[1].
- Валовой внутренний продукт на душу населения на 2014 год составляет 19 758,47 реалов (данные: Бразильский институт географии и статистики)[1].
- Индекс человеческого развития на 2010 год составляет 0,701 (данные: Программа развития ООН)[2].

## География
Климат местности: тропический.